# Krønge Kirke
Krønge Kirke er en romansk kirke i landsbyen Krønge på Lolland. Den er opført i røde munkesten. Den består af kor, kirkeskib og våbenhus, men har intet tårn. Såvel kor som skib er fladloftede. Den har adskillige rundbuede vinduer og en tilmuret dør mod nord.
Altertavlens centrum er Nadveren som er et billedudskåret værk fra 1643, mens prædikestolen stammer fra første halvdel af 1600-tallet.